# Karl John
Karl John (Colonia, 24 marzo 1905 – Gütersloh, 22 dicembre 1977) è stato un attore tedesco.

## Filmografia parziale

### Cinema
- Liebe '47, regia di Wolfgang Liebeneiner (1949)
- Via senza ritorno (Weg ohne Umkehr), regia di Victor Vicas (1953)
- Il generale del diavolo (Des Teufels General), regia di Helmut Käutner (1955)
- Stalingrado (Hunde, wollt ihr ewig leben), regia di Frank Wisbar (1959)
- Il giorno più lungo (The Longest Day), registi vari (1962)
- Il salario della paura (Sorcerer), regia di William Friedkin (1977)

### Televisione
- Jedermannstraße 11 - serie TV, 8 episodi (1962-1965)